# Neweb
Neweb est une holding française, propriété du groupe TF1. Créée en 2008, elle gère plusieurs sites internet spécialisés dans l'expertise de produit et le conseil avant achat, tels les sites Les Numériques, Focus Numérique et Gamekult. La société comprend également une régie publicitaire, Neweb Régie.

## Histoire
En novembre 2015, le groupe TF1 se renforce dans la production audiovisuelle en rachetant 70 % du capital du groupe Newen contre 300 millions d'euros,.
Ce rachat concerne également la filiale Neweb rassemblant plusieurs sites web tels que Les Numériques, Focus Numérique et Gamekult, une structure constituée à la suite du rachat de Factory Eleven (Les Numériques, Focus Numérique), CUP Interactive (Gamekult, ZDNet, Cnet), ainsi que la régie M4Media (devenue Neweb Régie).
Le 6 avril 2018, TF1 annonce le rachat des 30 % du capital restant du groupe Newen, s'acquittant ainsi également de Neweb,. 